# تلسکوپ افق رویداد

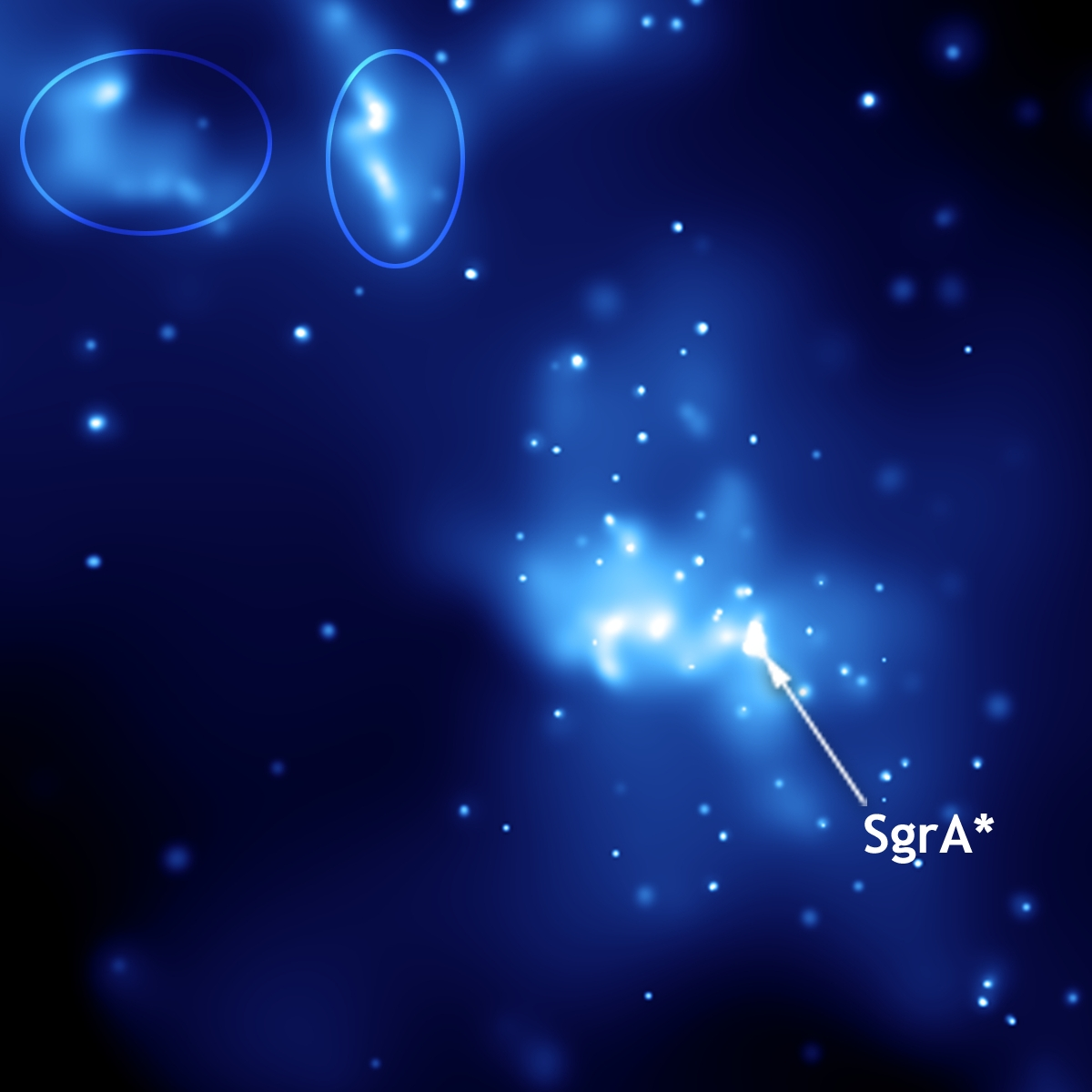
تصویری با پرتو ایکس از کمان ای* (در وسط) و دو اکوی نور از یک انفجار اخیر (در دایره)

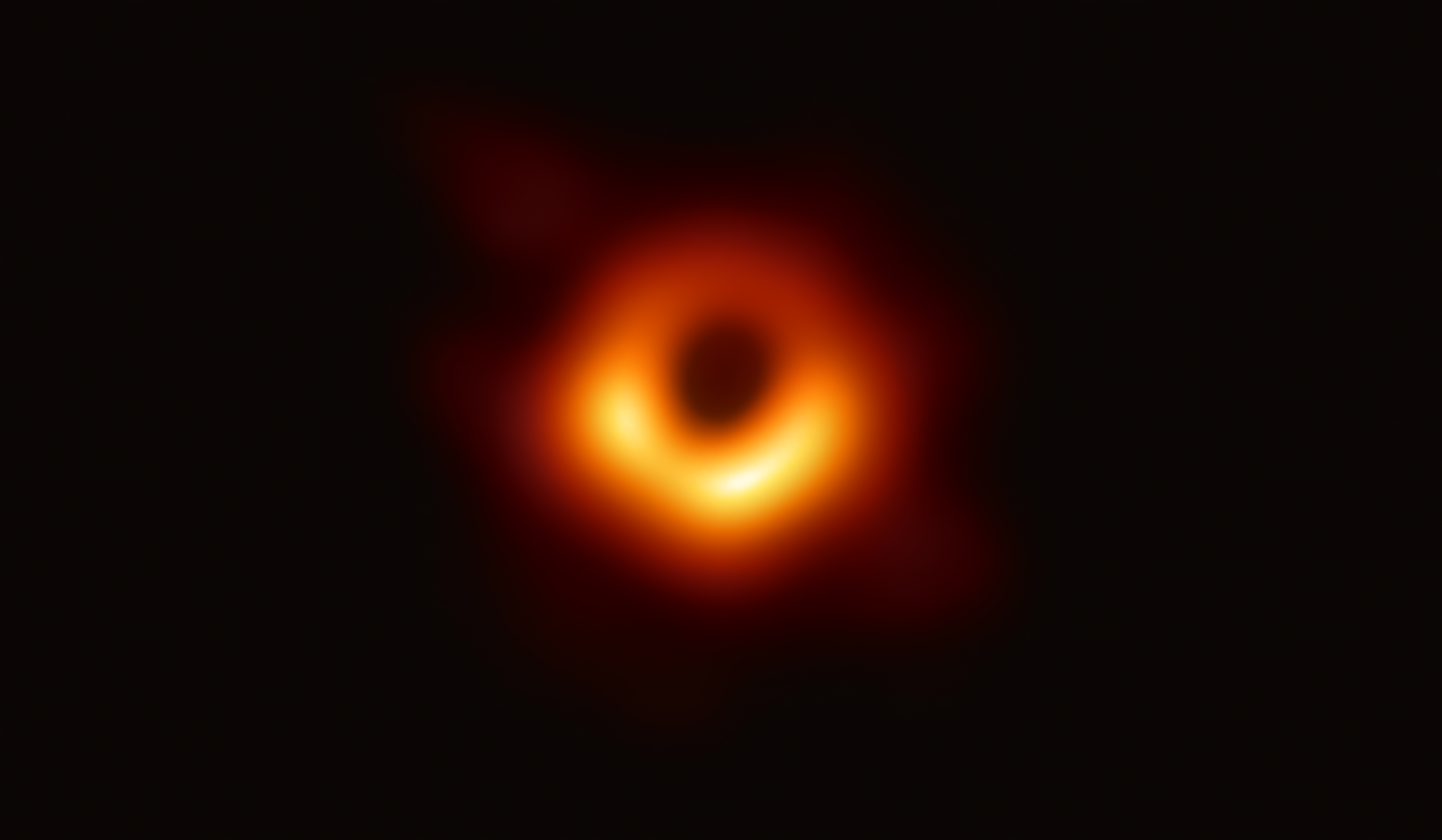
نخستین نگاره واقعی یک سیاهچاله که توسط تلسکوپ افق رویداد EHT گرفته شده‌است.

تلسکوپ افق رویداد، اِوِنت هورایزن یا تلسکوپ ئی‌اچ‌تی ،(انگلیسی: Event Horizon Telescope) یا (EHT) یک تلسکوپ پژوهشی برای ساخت یک آرایهٔ بزرگ تلسکوپی است که شامل یک شبکهٔ جهانی تلسکوپ‌های رادیویی و ترکیب اطلاعات از چندین ایستگاه بین‌المللی تداخل‌سنجی خط پایه بسیار طولانی (VLBI) در اطراف زمین است. هدف این است که محیط فضای مجاور سیاهچاله‌های غول پیکر و فوق‌العاده پرجرم را با تفکیک‌پذیری زاویه‌ای و توان به‌اندازه بزرگی که بتواند برای حل و فصل ساختارها در مقیاس بزرگ قابل مقایسه با سیاهچالهٔ افق رویداد را رصد کند. در میان هدف‌های رصدی این پروژه، دو سیاهچاله با بزرگترین اندازهٔ وضوح فضایی در مرکز فوقانی کهکشان بیضوی مسیه ۸۷ و کمان ای* در راه شیری هستند.
در تاریخ ۱۰ آوریل ۲۰۱۹ نخستین تصویر سیاهچاله در کهکشان مسیه ۸۷ توسط همکاران EHT در اختیار عموم قرار گرفت.
آرایه این مشاهدات را با طول موج ۱٫۳ میلی‌متری و با تفکیک محدود نظری پراکندگی ۲۵ میکروآرک ثانیه به وجود آورد. طرح‌های آینده شامل بهبود تفکیک‌پذیری آرایه با اضافه کردن تلسکوپ‌های جدید و مشاهدات با طول موج کوتاه‌تراست.

## بررسی اجمالی

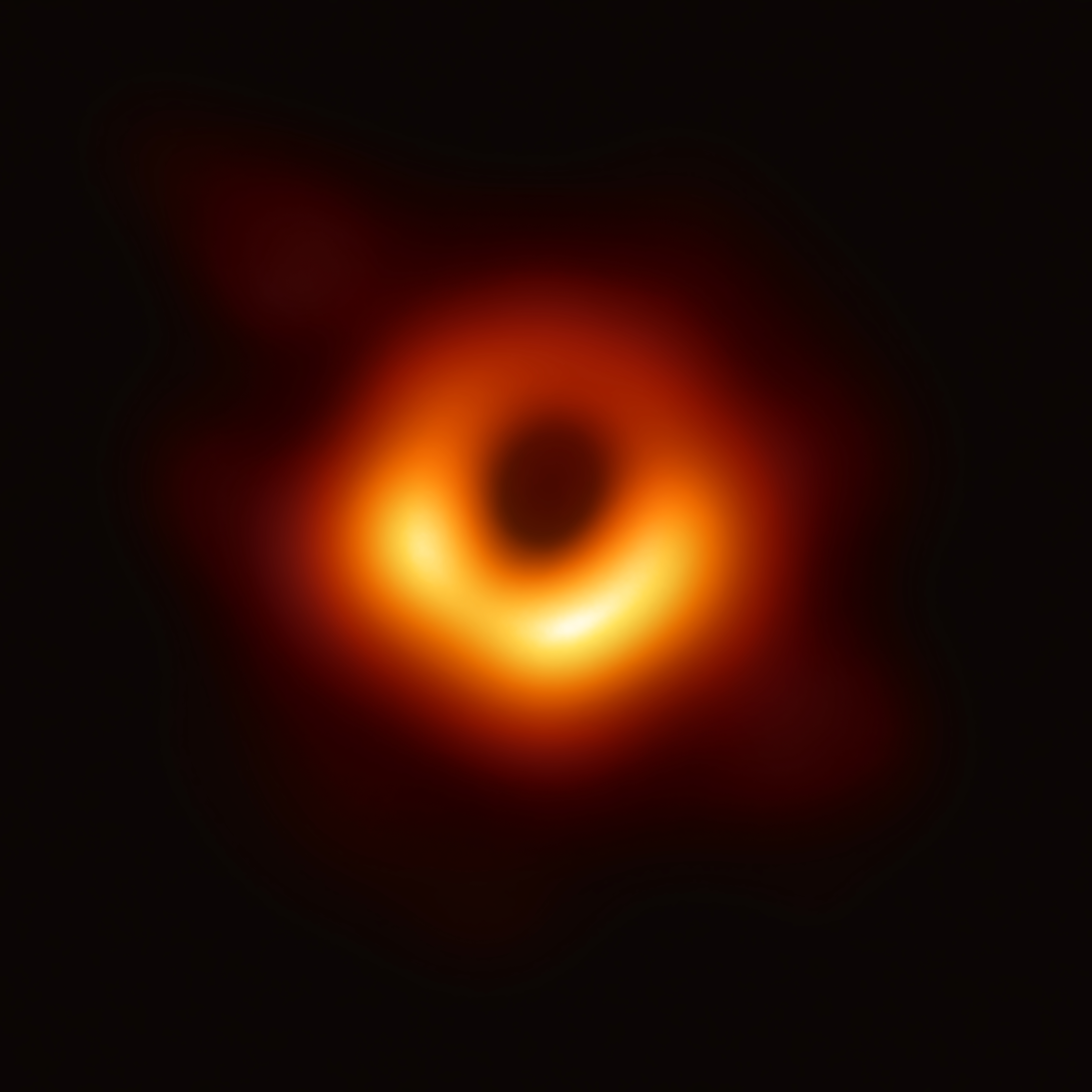
تلسکوپ افق رویداد (EHT) - مجموعه‌ای از مقیاس‌های سیاره‌ای از هشت تلسکوپ رادیویی زمینی است که با همکاری بین‌المللی برای گرفتن تصویر سیاه‌چاله ساخته و طراحی شده است. در کنفرانس‌های هماهنگ مطبوعاتی در سراسر جهان، محققان EHT نشان دادند که آنها موفق به ارائه اولین شواهد بصری مستقیم از سیاه‌چاله عظیم در مرکز مسیه ۸۷ و سایه آن شده‌اند.

EHT از تعداد بسیاری از رصدخانه‌های رادیویی یا تلسکوپ‌های رادیویی در سراسر جهان تشکیل شده است تا کار یک تلسکوپ بزرگ (به‌اندازهٔ زمین) را حساسیت بالا و با رزولوشن بالا را پدیدآورد. با استفاده از تکنیک تداخل سنجی بسیار طولانی پایه (VLBI)، بسیاری از آنتن‌های رادیویی مستقل که توسط صدها یا هزاران مایل فاصله از هم جدا شده‌اند و می‌توانند به صورت همزمان برای ایجاد یک تلسکوپ مجازی با قطر مؤثر کل سیاره مورد استفاده قرار گیرند.
این تلاش شامل توسعه و استفاده از گیرنده‌های قطبی دوگانه زیرمیلیمتر، استانداردهای فرکانس بسیار پایدار است که امکان اتصال به تداخل‌سنجی بسیار طولانی در ۲۳۰–۴۵۰ گیگاهرتز، پشت صحنه و ضبط کننده VLBI با پهنای باند بالا و همچنین راه‌اندازی سایت‌های جدید (VLBI submillimeter) را فراهم می‌کند.
پس از دریافت و ثبت نخستین داده‌ها در سال ۲۰۰۶، آرایه EHT همه‌ساله در مسیر افزودن رصدخانه‌های بیشتر به شبکهٔ جهانی تلسکوپ‌های رادیویی در حرکت بوده است. اولین تصویر سیاهچالهٔ غول‌پیکر کهکشان راه شیری؛ کمان ای* که انتظار می‌رفت در آوریل ۲۰۱۷ ساخته شود، بود. اما چون رصدخانهٔ قطب جنوب در زمستان (آوریل تا اکتبر) بسته است، حمل و نقل داده‌های آن به تأخیر افتاد و پردازش آن‌ها تا دسامبر ۲۰۱۷؛ زمانی که انتقال صورت گرفت، انجام نشد.
داده‌های جمع‌آوری شده در دیسک‌های سخت توسط هواپیمای ویژه (اسنیکرنت) از تلسکوپ‌های مختلف به رصدخانه هیستاک اِم‌آی‌تی و مؤسسه اخترشناسی رادیویی ماکس پلانک، که در آن داده‌ها متقابلاً به هم همبسته و تجزیه و تحلیل گردیدند و بر روی شبکه کامپیوتری؛ که از حدود ۸۰۰ پردازنده ساخته شده، از طریق یک شبکه ۴۰ گیگابیت / ثانیه متصل شدند.

## مسیه *۸۷

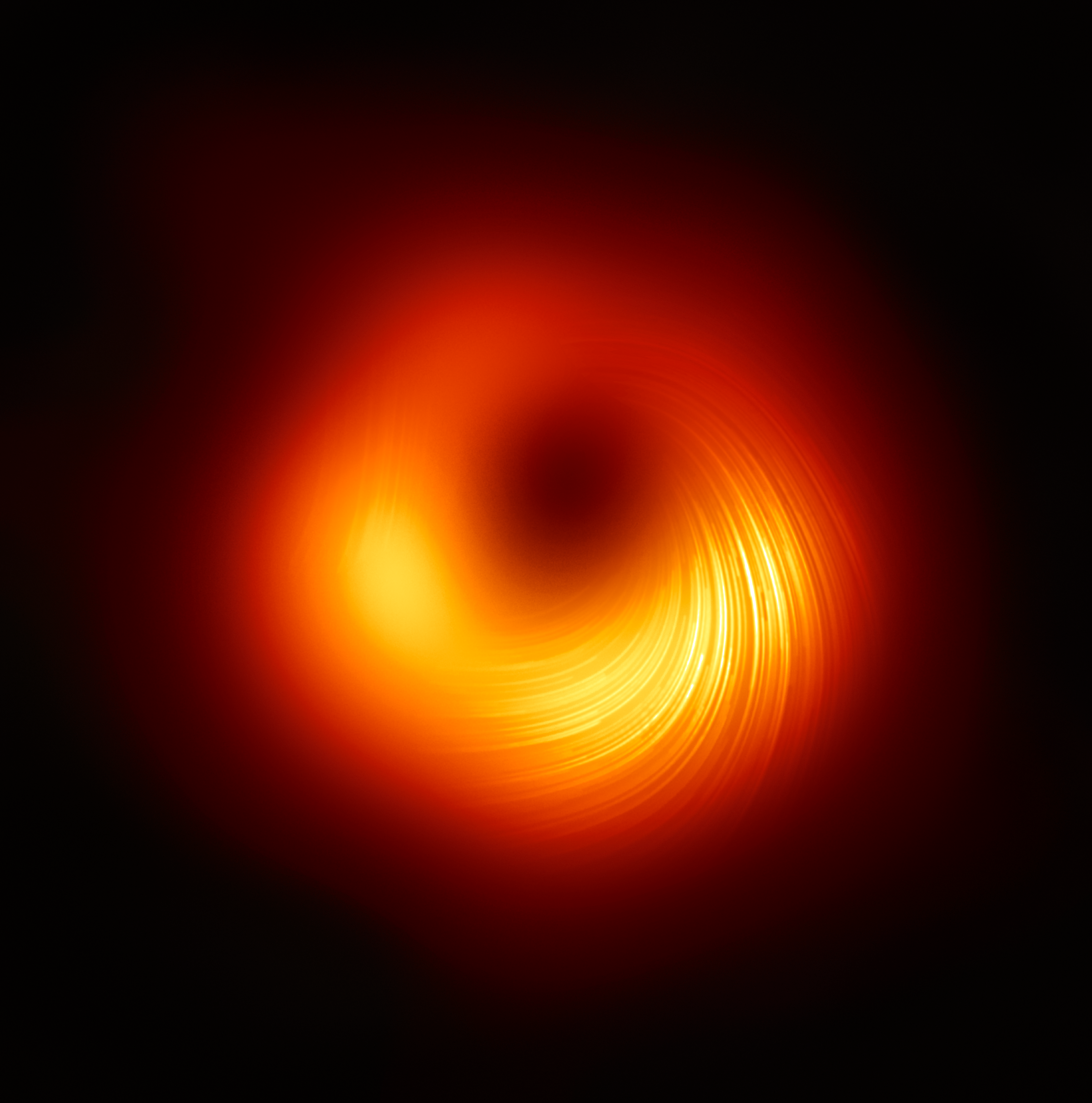
تصویر مربوط

گروه همکاری تلسکوپ افق رویداد در ۱۰ آوریل ۲۰۱۹ نخستین نتیجهٔ کار خود را در شش کنفرانس هم‌زمان مطبوعاتی در سراسر جهان اعلام کرد. این اعلامیه نخستین تصویر مستقیم سیاه‌چاله‌ای را نشان داد که سیاه‌چاله کلان‌جرم را در مرکز مسیه ۸۷ نشان می‌داد، که مسیه *۸۷ نام‌گذاری شده‌بود. نتایج علمی در یک سری متشکل از شش مقاله ارائه شد و در ژورنال اخترفیزیکی انتشار یافت.
این تصویر محکی برای نظریه نسبیت عام آلبرت اینشتین در شرایط شدید بود. پیش از این بررسی‌ها نسبیت عام را با مشاهدهٔ حرکت ستارگان و ابرهای گازی در نزدیکی لبهٔ یک سیاهچاله سنجیده و آزموده بودند. با این حال، تصویری از یک سیاهچاله مشاهدات را باز هم به افق رویداد نزدیک تر می‌کند. نسبیت یک ناحیهٔ سایه‌مانند تاریک را که ناشی از خمش گرانشی و جذب نور است با تصویر مشاهده شده همخوانی دارد. در مقالهٔ منتشر شده آمده‌است: «به‌طور کلی، تصویر مشاهده شده مطابق با انتظارات از سایهٔ یک سیاهچالهٔ متریک کر چرخان همان‌گونه که توسط نسبیت عام پیش‌بینی شده‌است.»

## نهادهای شرکت‌کننده در پروژه
برخی از موسسات:
- دانشگاه آلتو
- دانشگاه برندایس
- دانشگاه بوستون
- آزمایشگاه ملی لس آلاموس
- مؤسسه فناوری کالیفرنیا

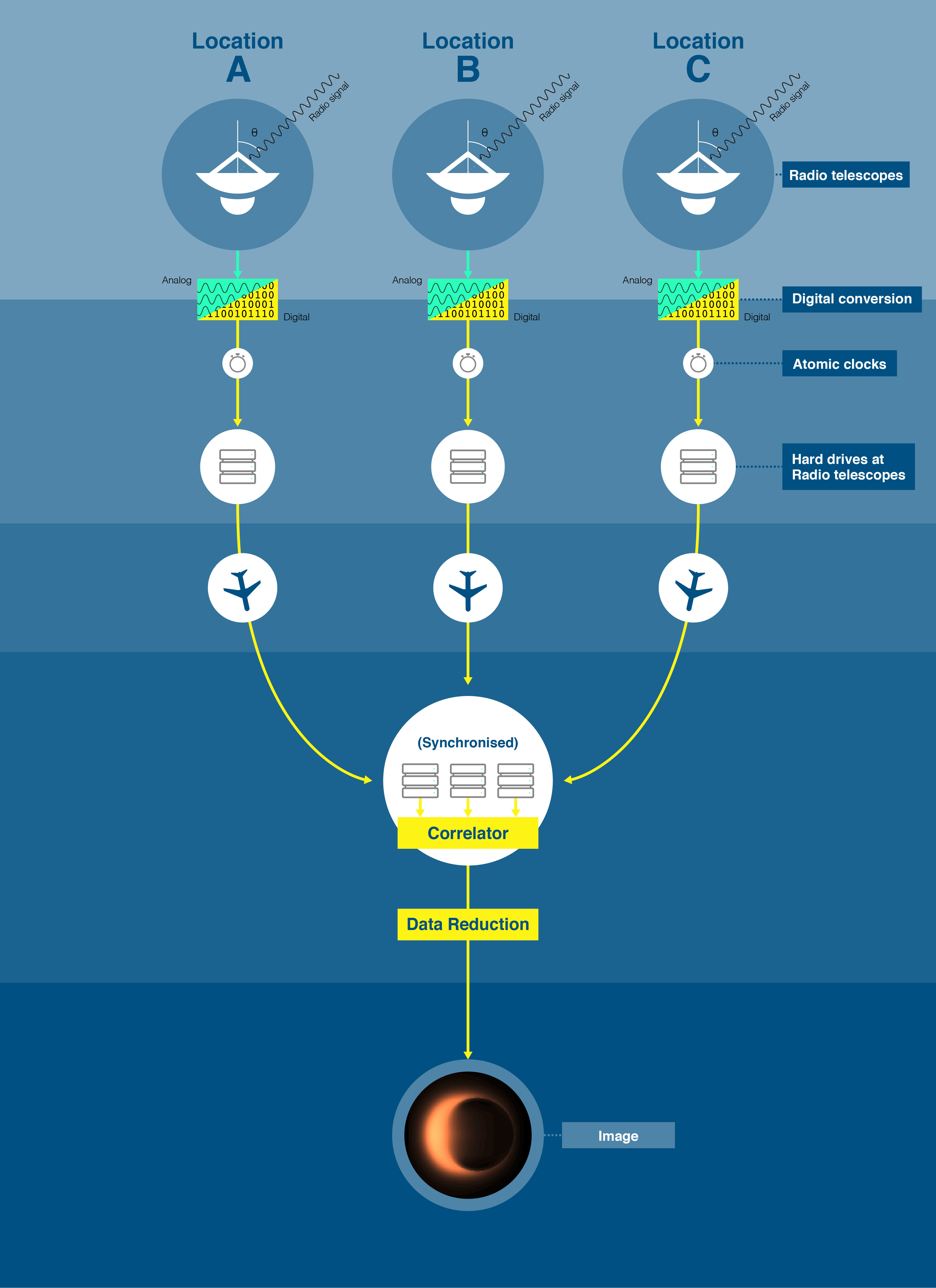
نمودار مختصری از مکانیزم VLBI EHT. هر آنتن که در فواصل گسترده‌ای پراکنده‌اند، به یک ساعت اتمی بسیار دقیق مجهز است. سیگنال‌های آنالوگ جمع‌آوری شده توسط آنتن به سیگنال‌های دیجیتال تبدیل می‌شوند و همراه با سیگنال‌های زمان ارائه شده توسط ساعت اتمی بر روی دیسک‌های سخت ذخیره می‌شوند. دیسک‌ها سپس به یک مکان مرکزی برای هماهنگ سازی ارسال می‌شوند. تصویر مشاهدات نجومی با پردازش اطلاعات جمع‌آوری شده از مکان‌های مختلف به دست می‌آید.

- Canadian Institute for Advanced Research
- Canadian Institute for Theoretical Astrophysics
- آکادمی علوم چین
  - Institute of High Energy Physics
  - Key Laboratory for Research in Galaxies and Cosmology
  - Key Laboratory for the Structure and Evolution of Celestial Objects
  - Key Laboratory of Radio Astronomy
  - Shanghai Astronomical Observatory
  - Yunnan Observatories
- Instituto Geográfico Nacional
- دانشگاه فناوری چالمرز، Onsala Space Observatory
- Consejo Nacional de Ciencia y Tecnología
- دانشگاه کرنل
- Google Research
- Hiroshima University
- Huazhong University of Science and Technology
- دانشگاه مستقل ملی مکزیک
- Consejo Superior de Investigaciones Científicas
- Universidad Nacional Autónoma de México
- Instituto Nacional de Astrofísica, Óptica y Electrónica
- Istituto Nazionale di AstroFisica (INAF) – Istituto di Radioastronomia, Italian ALMA Regional Centre
- Istituto Nazionale di Fisica Nucleare, Sezione di Napoli
- Joint Institute for VLBI ERIC (JIVE)
- Kogakuin University of Technology Engineering
- Korea Astronomy and Space Science Institute
- دانشگاه لیدن، Allegro/Leiden Observatory
- انستیتوی فیزیک فرازمینی ماکس پلانک
- دانشگاه نانجینگ
- National Optical Astronomical Observatory
- National Radio Astronomical Observatory
- National Sun Yat-sen University
- دانشگاه ملی تایوان
- Netherlands Organisation for Scientific Research
- Nederlandse Onderzoekschool voor Astronomie
- دانشگاه پکینگ
- Rhodes University
- دانشگاه ملی سئول
- University of Chinese Academy of Sciences
- دانشگاه توهوکو
- The Graduate University for Advanced Studies (SOKENDAI)
- Institute of Statistical Mathematics
- دانشگاه توکیو
- دانشگاه کنسپسیون
- Universitat de València
- کالج دانشگاهی لندن، Mullard Space Science Laboratory
- دانشگاه آمستردام
- دانشگاه کالیفرنیا برکلی
- دانشگاه کالیفرنیا، سانتا باربارا
- University of Illinois
- دانشگاه ماساچوست در امهرست
- دانشگاه پرتوریا
- دانشگاه دولتی سن پترزبورگ
- University of Science and Technology
- دانشگاه علم و فناوری چین
- دانشگاه تورنتو
- دانشگاه واترلو
- دانشگاه یانسه